# Luie Hein
Luie Hein is een sprookje uit Kinder- und Hausmärchen (KHM164), opgetekend door de gebroeders Grimm. De oorspronkelijke naam is Der faule Heinz.

## Het verhaal
Hein is lui en beklaagd zich over al het werk dat hij moet doen als hij zijn geitje laat grazen. Hij wil met Dikke Trien trouwen, zodat zij voor het geitje zorgen kan. De ouders stemmen toe en de vrouw neemt twee geitjes mee naar het veld. Hein hoeft niks te doen en kijkt af en toe bij zijn vrouw. Dikke Trien is net zo lui als haar man en ze wil ze aan de buurman geven, in ruil voor een bijenkorf. In de herfst hebben ze een kruik vol honing en zetten die op een plank in de slaapkamer, zodat hij niet gestolen wordt of aangevreten door de muizen. Hein wil een gans met een jong gansje kopen met de honing en Trien wil dan eerst een kind, om de gansjes te hoeden. Ze praten over de kinderen van nu en Trien slaat met haar stok in het rond, maar raakt de kruik met honing. Ze zijn blij dat de kruik niet op hun hoofd valt, maar kunnen nu geen gansjes kopen. Ze eten van de honing en rusten uit.
Er was eens een slak die voor een bruiloft was uitgenodigd, maar hij kwam pas aan bij het doopfeest van een kind van het paar. Hij viel over een schutting en zei: "haastige spoed is zelden goed".

## Achtergronden bij het sprookje
- Het sprookje komt uit een verzameling Latijnse en Duitse spreekwoorden van Eucharius Eyering (1601).
- Het einde is verwant met De schrandere knecht (KHM162) en Magere Liesje (KHM168).
- Ook in De hoefnagel (KHM184) is de conclusie "haastige spoed is zelden goed".